# 커티스 굿
커티스 에드워드 굿(Curtis Edward Good, 1993년 3월 23일 ~ )은 오스트레일리아의 축구 선수이다. 현재 멜버른 시티에서 수비수로 뛰고 있다.

## 클럽 경력

### 멜버른 하트
2011년 2월 23일, AIS의 주장이던 커티스 굿은 A리그의 멜버른 하트와 계약하였고, 2011-12 시즌 뉴캐슬 유나이티드 제츠와의 경기에 정식 데뷔하였다.

### 뉴캐슬 유나이티드
2012년 7월 25일, 뉴캐슬 유나이티드와 계약하고 취업 비자를 발급받았다. 뉴캐슬은 2012년 7월 31일에 커티스 굿과의 6년 계약을 발표하였다. 그 해 11월, 주로 리저브 경기에서만 출전하던 그는 브래드퍼드 시티로 임대되었다.